# Skistopper

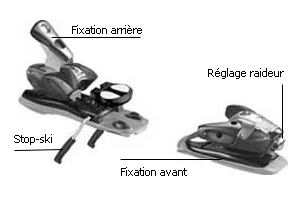
Skibindung mit Skistopper

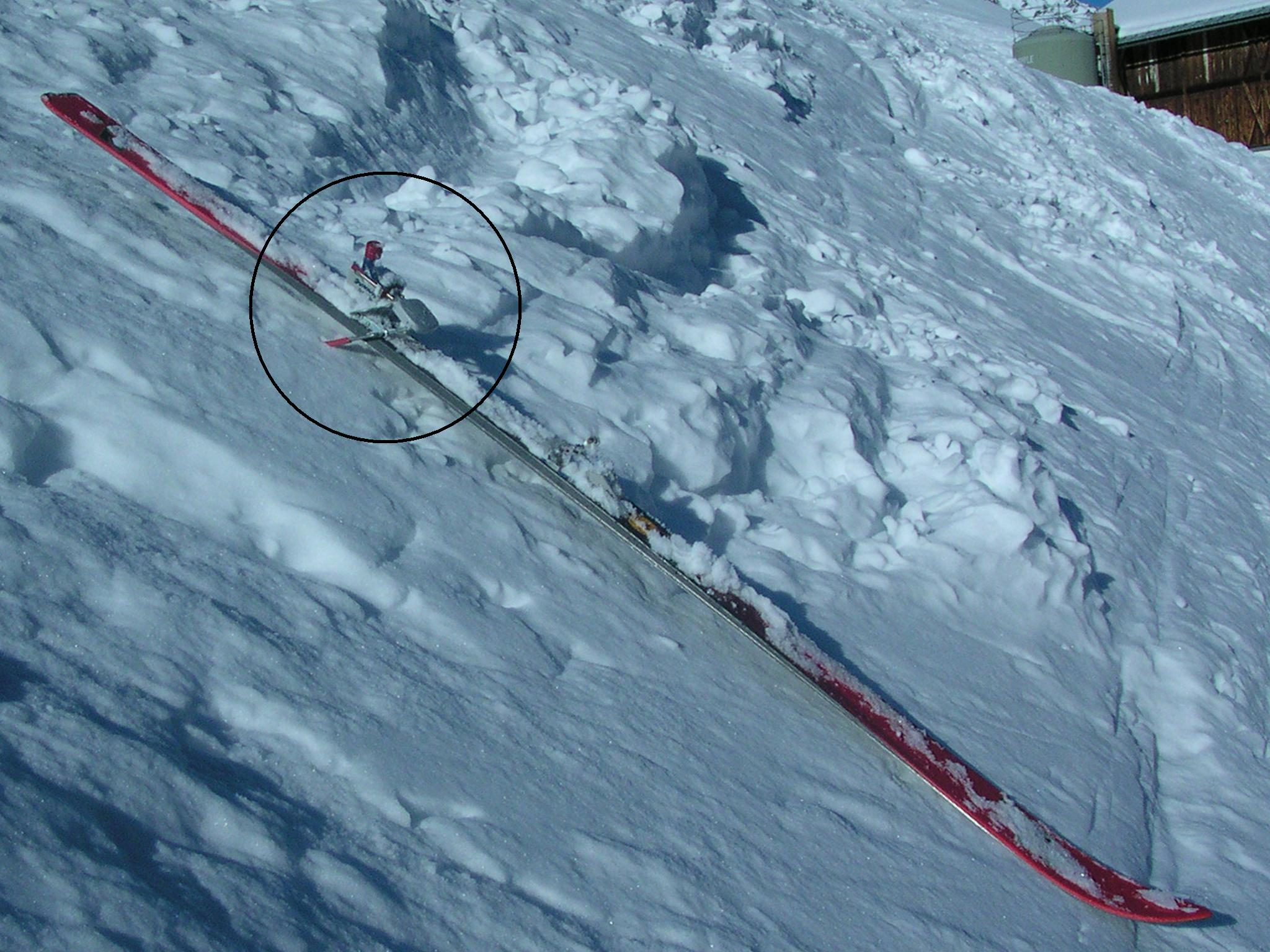
Skistopper verhindern das Abgleiten des Skis

Skistopper sind eine Vorrichtung, die im alpinen Skilauf und Tourenskilauf verwendet wird, um den Verlust der Ski z. B. infolge eines Sturzes zu verhindern.

## Beschreibung
Skistopper funktionieren nach dem folgenden Prinzip: bei Lösen der Bindung bzw. Trennung des Skischuhs vom Ski werden zwei kurze Hebel, die bei geschlossener Bindung seitlich am Ski anliegen, nach unten ausgeklappt. So wird das Gleitvermögen des Skis herabgesetzt, sodass er sich nicht so weit vom Skifahrer entfernen kann.
Eine Alternative zu Skistoppern sind Fangriemen, wobei es bei beiden Varianten Vor- und Nachteile gibt. Häufig wird geraten, bei der Entscheidung zwischen Skistoppern und Fangriemen die konkrete Situation (Gelände, Schneeverhältnisse etc.) zu berücksichtigen. Viele Skitouristen zählen daher beides zu ihrer Standardausrüstung.
Der Verlust eines Skis ohne Skistopper kann für den betroffenen Skifahrer eine schwierige oder auch gefährliche Situation bedeuten. Darüber hinaus kann ein abgelöster Ski hohe Geschwindigkeiten erreichen und damit auch eine Gefährdung für andere Skifahrer darstellen.

## Vor- und Nachteile
Bei Fangriemen kann eine gefährliche Ankerwirkung bei eventueller Lawinenverschüttung entstehen. Daher werden Fangriemen, die heute noch häufig beim Tourengehen verwendet werden, beim Queren von lawinengefährdeten Hängen häufig geöffnet. Auf Pisten birgt der Fangriemen die Gefahr, dass bei einem Sturz der Ski zurückschleudert und den Skifahrer verletzt insbesondere durch die scharfe Stahlkante.
Bei Skistoppern ist die Verletzungsgefahr durch die Ski im Falle eines Sturzes geringer, da diese nicht am Skifahrer befestigt sind. Zudem funktionieren Skistopper auch z. B. bei abgelegten Ski, wenn der Skifahrer sich entfernt. Im Gegensatz zu Fangriemen sind Skistopper fix an der Bindung oder am Ski montiert und bieten somit keine Gefahr des Vergessens bei häufigem An- und Ablegen der Ski. Ein Risiko besteht bei Skistoppern durch die Gefahr des Skiverlustes bei hartem Schnee (Harsch) in steilem Gelände, da in diesem Falle die Bremswirkung der Skistopper u. U. nicht ausreicht. Ein hohes Risiko beim Gebrauch von Skistoppern liegt jedoch bei einem Skiverlust eines Skis im Tiefschnee vor, da der Ski unterhalb der Schneeoberfläche viele Meter von der Stelle, an der der Skifahrer gestürzt ist, den Hang weiter hinunterrutschen kann und der Ski selbst nach sehr langem Suchen im tiefen Schnee nicht mehr gefunden wird. Dieses Risiko betrifft besonders Skitourengeher.
Fangriemen sind bei Weitem nicht so komfortabel wie Skistopper, da man sich zum Anlegen bücken muss. Insbesondere an steilen Hängen kann dies mühsam sein. Außerdem bekommt man bei Sturm und niedrigen Temperaturen gerne kalte Finger. Falls Fangriemen benutzt werden, sollte man auch besonders achtsam sein, dass die Ski sich nicht selbständig machen, bevor die Fangriemen angelegt sind. Insbesondere aus diesen Gründen haben sich Skistopper beim Skifahren auf Pisten durchgesetzt.